# 米克斯灣 (加利福尼亞州)
米克斯灣（英語：Meeks Bay）是位於美國加利福尼亞州埃爾多拉多縣的一個非建制地區。該地的面積和人口皆未知。

## 地理
米克斯灣的座標為38°02′04″N 120°07′27″W / 38.03444°N 120.12417°W，而該地的平均海拔高度為1902米（即6240英尺）。